# オルシュティン郡
オルシュティン郡（Olsztyn County (ポーランド語: powiat olsztyński)）は、北ポーランドのヴァルミア＝マズールィ県にある地方自治体。1998年の地方行政区画再編の結果、1999年1月1日に誕生した。郡都はオルシュティンであるが、郡の一部ではない。この郡には5つの町が存在する。ドブレ＝ミアストはオルシュティンの北24kmに、ビスクピエツはオルシュティンの東31kmに、オルシュティネクはオルシュティンの南西27kmに、バルチェボはオルシュティンの北東14kmに、イェジオラニはオルシュティンの北東26kmに位置する、
郡は2,840.29km2の面積がある。2006年の統計で、郡全体の人口が113,529人である。

## 近隣の郡
北部はリズバルク郡とバルトシツェ郡、東部はケントシン郡とムロンゴヴォ郡、南東部はシュチトノ郡、南部はニジツァ郡、西部はオストルダ郡と接している。

## 下位自治体
郡は12つの下位自治体に分割される（5つの町、7つの村）。なお、人口順に並べてある。
| 名称                     | 種類 | 面積（km2） | 人口（2006年） | 中心地           |
| ------------------------ | ---- | ----------- | -------------- | ---------------- |
| グミナ・ビスクピエツ     | 町   | 290.4       | 19,018         | ビスクピエツ     |
| グミナ・バルチェボ       | 町   | 319.9       | 16,525         | バルチェボ       |
| グミナ・ドブレ＝ミアスト | 町   | 258.7       | 15,920         | ドブレ＝ミアスト |
| グミナ・オルシュティネク | 町   | 372.0       | 13,666         | オルシュティネク |
| グミナ・ディビティ       | 村   | 160.7       | 9,148          | ディビティ       |
| グミナ・イェジオラニ     | 町   | 213.5       | 8,140          | イェジオラニ     |
| グミナ・プルダ           | 村   | 318.2       | 7,268          | プルダ           |
| グミナ・ヨンコボ         | 村   | 168.2       | 5,719          | ヨンコボ         |
| グミナ・ギエトシュバウト | 村   | 174.1       | 5,315          | ギエトシュバウト |
| グミナ・スタビグダ       | 村   | 222.5       | 5,134          | スタビグダ       |
| グミナ・シフィオントキ   | 村   | 163.8       | 4,234          | シフィオントキ   |
| グミナ・コルノ           | 村   | 178.3       | 3,442          | コルノ           |